# Joris Nieuwenhuis
Joris Nieuwenhuis (Doetinchem, 11 febbraio 1996) è un ciclista su strada e ciclocrossista olandese che corre per il Ridley Racing Team. Campione del mondo Under-23 di ciclocross nel 2017 e professionista dal 2019, nel 2024 ai Mondiali di ciclocross a Tábor ha vinto la medaglia d'argento Elite, battuto dal solo Mathieu van der Poel.

## Palmarès

### Cross
- 2013-2014

Campionati olandesi, Junior
- 2015-2016

Grote Prijs Eric De Vlaeminck, 4ª prova Coppa del mondo Under-23 (Heusden-Zolder)
- 2016-2017

Cyclocross Gieten, 1ª prova Superprestige Under-23 (Gieten)
Grote Prijs Mario De Clercq, 1ª prova DVV Verzekeringen Trofee Under-23 (Renaix)
Bavaria Veldrit, Under-23 (Lieshout)
Poldercross, 3ª prova Coppa del mondo Under-23 (Zeven)
Cyclo-cross de la Citadelle, 4ª prova Coppa del mondo Under-23 (Namur)
Grote Prijs Eric De Vlaeminck, 5ª prova Coppa del mondo Under-23 (Heusden-Zolder)
Campionati olandesi, Under-23
Grote Prijs Adrie van der Poel, 7ª prova Coppa del mondo Under-23 (Hoogerheide)
Coppa del mondo 2016-2017, Under-23
Campionati del mondo, Under-23
Vlaamse Aardbeiencross, 6ª prova Superprestige Under-23 (Hoogstraten)
Noordzeecross, 7ª prova Superprestige Under-23 (Middelkerke)
- 2017-2018

Campionati olandesi, Under-23
- 2023-2024 (Baloise Trek Lions, cinque vittorie)

Major Taylor Cross Cup Day 1 (Indianapolis)
Vlaamse Aardbeiencross, 4ª prova Superprestige (Merksplas)
Niels Albert CX, 5ª prova Superprestige (Boom)
Ciclocross Val di Sole, 7ª prova Coppa del mondo (Val di Sole)
Campionati olandesi

### Strada

#### Altri successi
- 2016 (Rabobank Development Team)

Classifica scalatori Boucles de la Mayenne

### Gravel
- 2023

1ª tappa Gravel, Grit 'n Grind

## Piazzamenti

### Grandi Giri
- Tour de France

2020: 103º
2021: 128º
- Vuelta a España

2022: 106º

### Classiche monumento
- Milano-Sanremo

2022: 63º
- Giro delle Fiandre

2020: 33º
2021: ritirato
2022: 39º
- Parigi-Roubaix

2022: 39º
- Liegi-Bastogne-Liegi

2022: 118º

### Competizioni mondiali
- Campionati del mondo di ciclocross

Hoogerheide 2014 - Juniores: 4º
Tábor 2015 - Under-23: 5º
Zolder 2016 - Under-23: 14º
Bieles 2017 - Under-23: vincitore
Valkenburg 2018 - Under-23: 2º
Bogense 2019 - Elite: 13º
Dübendorf 2020 - Elite: 12º
Ostenda 2021 - Elite: 10º
Hoogerheide 2023 - Elite: 26º
Tabor 2024 - Elite: 2º
- Campionati del mondo su strada

Bergen 2017 - In linea Under-23: 53º

### Competizioni continentali
- Campionati europei di ciclocross

Mladá Boleslav 2013 - Juniores: 12º
Lorsch 2014 - Under-23: 12º
Pontchâteau 2016 - Under-23: 2º
Rosmalen 2018 - Elite: 7º
Silvelle 2019 - Elite: 15º
Drenthe-Col du VAM 2021 - Elite: 8º
Namur 2022 - Elite: 4º
Pontchâteau 2023 - Elite: 11º
- Giochi europei

Minsk 2019 - In linea: 6º